# Motron GL 4 Flash
Il Motron GL 4 venne proposto nel 1980 per affiancare il Motron SV3-R, già in gamma dal 1977. Il GL4 era più economico rispetto all'SV3-R e, come tutti i "tuboni" del periodo (Malaguti Fifty, MZV Cobra, OMC, Peripoli Oxford, etc), rispecchiava i canoni dei classici tuboni anni '80, ovvero: telaio tubolare portante di grosso diametro con serbatoio incorporato, ruote in lega leggera, freni a tamburo sulle 2 ruote, motore a 4 marce di 50 cm³. Ebbe un notevole successo commerciale, particolarmente accentuato nelle zone limitrofe alla sede della Motron. Uscì di produzione nel 1995. 
Il motore Minarelli P6/4R, montato di serie nelle primi modelli, si prestava molto alle elaborazioni (utilizzabili nelle competizioni motociclistiche ma vietate per la circolazione stradale dal nostro codice della strada); già con la sostituzione del carburatore dal Dell'Orto SHA14/12 di serie al PHBG19/19 si ottenevano notevoli incrementi di prestazioni, mentre con la sostituzione del gruppo termico originale (Gilardoni radiale 50cm³) con uno maggiorato a 80cm³ (Gilardoni radiale alesaggio 48mm x44mm di corsa) si potevano sviluppare potenze fino a 18 cv.